# Caduceator
Genre
Caduceator est un genre fossile d'araignées aranéomorphes de la famille des Sparassidae.

## Distribution
Les espèces de ce genre ont été découvertes dans de l'ambre de la mer Baltique. Elles datent du Paléogène.

## Liste des espèces
Selon The World Spider Catalog 17.5 :
- †Caduceator minutus Petrunkevitch, 1942 ;
- †Caduceator quadrimaculatus Petrunkevitch, 1950.

## Publication originale
- Petrunkevitch, 1942 : A study of amber spiders. Transactions of the Connecticut Academy of Arts and Sciences, vol. 34, p. 119–464.